# Henrik Hammel
Henrik Hammel (* 7. Mai 1969) ist ein ehemaliger dänischer Radrennfahrer und nationaler Meister im Radsport.

## Sportliche Laufbahn
1992 gewann er die nationale Meisterschaft im 1000-Meter-Zeitfahren vor Kenneth Røpke. 1994 und 1995 sowie 1998 und 1999 konnte er diesen Titel ebenfalls erringen. Den Titel im Keirin gewann er 1994 vor Lars Brian Nielsen. Bei den Meisterschaften der Nordischen Länder gewann er den Titel in seiner Spezialdisziplin 1994 und 1996. In letzterem Jahr gewann er bei diesen Titelkämpfen auch den Sprint. Im Sprint und in der Mannschaftsverfolgung holte er auch weitere Medaillen in den nationalen Meisterschaftsrennen.